# Pektolit
Pektolit je nehojný trojklonný nerost 8. třídy, kyselý křemičitan vápenato-sodný, chemický vzorec NaCa2H(Si3O9), někdy s příměsí MnO a MgO, z řady wollastonitu, jemuž se v řadě vlastností podobá.

## Jméno
Poprvé byl popsán r. 1828 z lokality Monte Baldo v Tridentsku (dnes provincie Trento, Itálie) a pojmenován podle řeckého pektos (stlačený) a lithos (kámen).

## Vznik a výskyt
Pozdně alterační nerost bazických vyvřelin; vyskytuje se v žilách na trhlinách, méně v dutinách, spolu s kalcitem a někdy se zeolity. Primární se vyskytl i v nefelinických syenitech a v desilikovaných pegmatitech. V Česku je klasickou lokalitou melafyr v Želechovském údolí u Košťálova (okr. Semily), kde tvoří výplně až 10 cm mocných žil a jen tam se vyskytuje ve větším množství; vyskytuje se také např. v gabru na Špičáku u Deštného v Orlických horách a v pikritu v Libhošti u Příboru.

## Morfologie
Tvoří dlouze stébelnaté, paprsčité a vějířovité až sférolitické agregáty jehlicovitých krystalů, často s ledvinitým povrchem. Při větrání se mění na žlutavý jílový minerál stevensit.

## Naleziště
Česko:

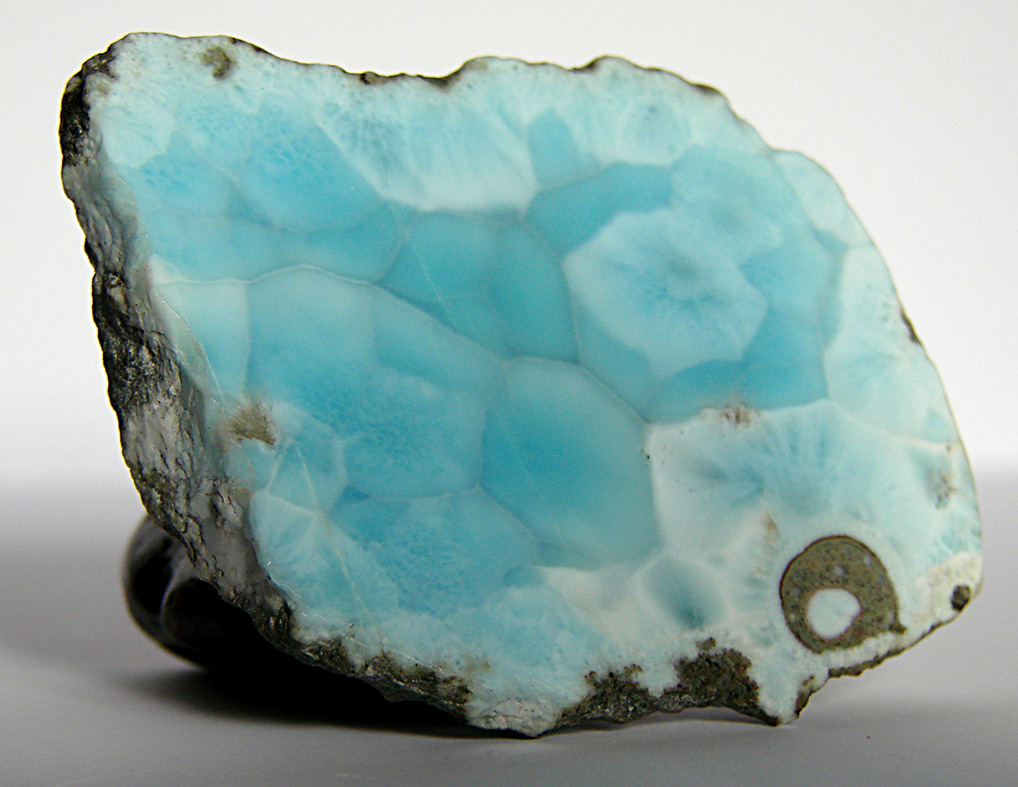
Larimar, polodrahokamová odrůda z Karibiku

- Želechovské údolí u Košťálova v melafyru, údajně z nejkrásnějších na světě[5]
- Libhošť u Příboru, Louky u Českého Těšína v pikritu[5]
- Věžná, žilky v pegmatitu v prostředí hadce[2]
- Špičák u Deštného v Orlických horách v gabru[1]

Evropa: 
- Monte Baldo, Tierno u Rovereta, Monzoni (Trentino - Alto Adige, Itálie)[1][2]
- Wolfstein (Bavorsko)[2]

Zámoří
- Bergen Hill, Paterson (New Jersey, USA)[2][1]
- Woodson County (Kansas, USA) v peridotitu, Magnet Cove (Garland County, Arkansas, USA) - Mn-pektolit[2]
- ostrovy Los (fr. Loos, Guinea) v syenitu - ojedinělé[2]

## Odrůda
V Dominikánské republice se vyskytuje odrůda zvaná larimar, modravě zabarvená v důsledku substituce vápníku mědí. Od 70. let 20. století je v Karibiku využívaná ve šperkařství.